# Emmanuel Goldsmith

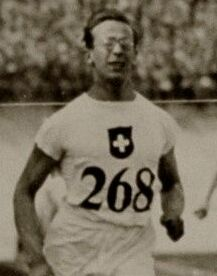
Emmanuel Goldsmith (1928)

Emmanuel Goldsmith (* 21. Oktober 1909 in Hackney, Greater London; † 27. Dezember 1990 in Zürich) war ein Schweizer Sprinter.
Bei den Olympischen Spielen 1928 in Amsterdam wurde er Fünfter in der 4-mal-100-Meter-Staffel und schied über 100 m im Vorlauf aus.
Seine persönliche Bestzeit über 100 m von 10,8 s stellte er 1930 auf.